# Universidade de Oviedo
A Universidade de Oviedo (em castelhano: Universidad de Oviedo; em asturiano: Universidá d'Uviéu) é uma instituição de ensino superior pública com sedes em Oviedo, Gijón e Mieres, na Espanha. Fundada em 21 de setembro de 1608, possuía 20.858 alunos (2019). Seu atual reitor é Santiago García Granda.